# Sminthopsis hirtipes
Sminthopsis hirtipes é uma espécie de marsupial da família Dasyuridae.
- Nome Científico: Sminthopsis hirtipes (Thomas, 1898)

## Características
É um dunnart que tem pelos prateados nas solas das patas e nas laterais. É semelhante ao Dunnart de Ooldea, com a parte superior do corpo castanho-amarelo e o ventre branco. Seu comprimento corporal é de 7–9 cm e a cauda de 7–10 cm. Tem as orelhas grandes e pesa entre 13- 19 gramas. Sua cauda é fina e rosada, pode ser grossa na base que retém uma gordura extra;

## Hábitos alimentares
Alimenta-se de insetos, anfíbios e pequenos artrópodes;

## Habitat
Vivem em florestas áridas e semi-áridas, savanas e prados;

## Distribuição Geográfica
Deserto central do Território do Norte, Queensland, Austrália Ocidental;